# Tatsuya Mochizuki
Tatsuya Mochizuki (望月 達也 Mochizuki Tatsuya?, nacido el 20 de abril de 1963 en Shizuoka) es un exfutbolista japonés que se desempeñaba como centrocampista y entrenador.

## Clubes

### Como futbolista
| Club              | País         | Año         |
| ----------------- | ------------ | ----------- |
| HFC Haarlem       | Países Bajos | 1982 - 1985 |
| SC Telstar Velsen | Países Bajos | 1986        |
| Yamaha Motors     | Japón        | 1986 - 1990 |

### Como entrenador
| Club              | País  | Año    |
| ----------------- | ----- | ------ |
| Avispa Fukuoka    | Japón | 2002   |
| Shonan Bellmare   | Japón | 2004   |
| Vegalta Sendai    | Japón | 2007   |
| Kawasaki Frontale | Japón | 2012   |
| ReinMeer Aomori   | Japón | 2018 - |